# Gazimur
Gazimur (ros. Газимур) – rzeka w azjatyckiej części Rosji, w Kraju Zabajkalskim, lewy dopływ Argunu. Jej długość wynosi 592 km; dorzecze zajmuje powierzchnię 12 100 km².
Źródła rzeki znajdują się w Górach Nerczyńskich. W dolinie górnego i środkowego Gazimuru występują stepy górskie. W środkowym i dolnym biegu rzeka przepływa doliną między Górami Borszczowocznymi i Gazimurskimi. Reżim deszczowy.